# Super PI
Super Pi est un logiciel gratuit qui permet de calculer une approximation du nombre π (Pi), jusqu'à 32 millions de décimales.
Pour ce faire, le programme utilise l'algorithme de Gauss-Legendre et est utilisé principalement comme benchmark pour tester les performances de son ordinateur.
Créé par Yasumasa Kanada de l'université de Tokyo, Super Pi n'est plus mis à jour depuis 1995, cependant il est toujours très utilisé surtout dans le milieu de l'overclocking.

## Fonctionnement
Super Pi crée un fichier qui contient une valeur approchée de π, la précision de cette valeur dépend du nombre de chiffres contenus dans le fichier et donc sa taille. Le logiciel permet donc de choisir la taille de ce fichier avant son calcul, de 16k a 32M.
Le temps que va mettre l'ordinateur à créer ce fichier est mesuré et annoncé pendant et à la fin du calcul. 
Cette durée dépend principalement du type de processeur, de la mémoire vive et surtout de leurs fréquences, ainsi, on peut comparer les performances de 2 processeurs différents à scores ou fréquences égales.
Cependant, ce logiciel est monothreadé, c'est-à-dire qu'il ne peut utiliser qu'un seul des multiples core des processeurs récents, ce qui limite les comparaisons a l'architecture d'un core seulement. Pour pallier ce problème, il existe Hyper Pi.

## Mod 1.5
Une équipe d'overclockeurs a créé une variante de Super Pi qui permet de connaître la durée de calcul de façon plus précise (au millième près).
Le mod ajoute aussi un checksum pour que l'utilisateur puisse prouver son score.

## Records
Si en janvier 2000, un overcklocker japonais avait établi le premier record en 32M avec un Pentium III E 500 cadencé à 805 MHz en 1 h 56, les meilleurs processeurs exécutent le calcul en moins de 5 minutes. Le dernier record date du 23/02/2024 avec un temps de 2 min 59s 919ms sur un Core I9-14900KF cadencé à 8849 MHz refroidi par azote liquide par 🇰🇷 SAFEDISK. (Hwbot) 

## et références
1. ↑  Hyper Pi.
2. ↑  Site des créateurs du mod 1.5 XS.
3. ↑  Timothée Pineau, « Overclocking : ces CPU qui ont marqué l'histoire de l'OC » [archive du 26 janvier 2014], sur pcworld.fr, 25 janvier 2014 (consulté le 26 janvier 2014)